# Железнодорожный акт 1921 года
Железнодорожный акт 1921 года (Railways Act 1921) — акт парламента Великобритании, направленный на сокращение убытков железнодорожных компаний страны путём снижения внутренней конкуренции и использования преимуществ государственного управления железными дорогами, проявившихся во время и после Первой мировой войны 1914—1918 годов. Положения акта вступили в силу с начала 1923 года и привели к объединению («группировке», англ. The Grouping) более 100 железнодорожных компаний Великобритании в четыре крупные региональные группы («Большую четверку»).

## История
Британская железнодорожная сеть была образована более чем сотней железнодорожных компаний, больших и малых, часто, особенно на местном уровне, конкурировавшим друг с другом. Параллельные железные дороги Восточного Мидленда и соперничество между Юго-Восточной железной дорогой и London, Brighton and South Coast Railway в Гастингсе — лишь два примера такой конкуренции.
Во время Первой мировой войны железные дороги находились под контролем государства, который сохранялся до 1921 года. Рассматривалась полная национализация железных дорог, и Акт 1921 года иногда рассматривается как её предшественник, однако радикальный вариант был отвергнут. Национализация была проведена после Второй мировой войны в соответствии с Актом о транспорте 1947 года.
Концепция акта была разработана бывшим руководителем Северо-Восточной железной дороги, министром транспорта Эриком Геддесом. Геддес выступал за частные региональные монополии, образованные путём слияния более мелких компаний, и предлагал увеличить участие в управлении работников по сравнению с довоенным уровнем. Геддес считал довоенную конкуренцию расточительством, но выступал против национализации на том основании, что это привело бы к неэффективному управлению, а также взаимно разлагающему влиянию железных дорог и политических интересов. В своей записке от 9 марта 1920 года «Будущая транспортная политика» он предложил создать пять групп в Англии: южную, западную, северо-западную, восточную и северо-восточную, группу пассажирских перевозок Лондона и отдельные отдельные группы для Шотландии и Ирландии.
Предложения Геддеса стали основой для «белой книги» 1920 года «Изложение предложений относительно будущей организации транспортных предприятий Великобритании и их связи с государством». В новой редакции предполагалось создание шести или семи региональных компаний, дополнительно упоминалось участие работников в совете директоров компаний. Это предложение критиковалось со стороны Ассоциации железнодорожных компаний (RCA) и парламентариев, представлявших интересы железнодорожных компаний. Появление работников в совете директоров встретило решительное возражение со стороны RCA, но было поддержано Лейбористской партией. В итоговой редакции акта работники были выведены за рамки советов директоров, вместо этого были предложены переговорные механизмы.
В «белой книге» 1921 году «Меморандум о железнодорожном билле» предлагалось создать четыре английские группы и две шотландские.
Шотландские железнодорожные компании хотели войти в состав английских групп, и RCA предложило вариант с пятью британскими региональными монополиями, включавшими шотландские компании.
После рассмотрения законопроекта было решено, что шотландские компании, которые первоначально предполагалось объединить в отдельную группу, будут включены в группу Мидленда и Северо-Запада либо восточную группу, чтобы каждый из трёх основных англо-шотландских магистральных маршрутов принадлежал одной компании: магистрали Западного побережья и Мидленда — первой группе, магистраль Восточного побережья — второй.

## Акт
Первый параграф Железнодорожного акта 1921 года гласил:

С целью реорганизации и более эффективной и экономичной работы железнодорожной системы Великобритании железные дороги будут объединены в группы в соответствии с положениями настоящего Акта, и ведущие железнодорожные компании в каждой группе будут объединены, а прочие компании будут поглощены в порядке, предусмотренном настоящим Актом.
Оригинальный текст (англ.)With a view to the reorganisation and more efficient and economical working of the railway system of Great Britain railways shall be formed into groups in accordance with the provisions of this Act, and the principal railway companies in each group shall be amalgamated, and other companies absorbed in manner provided by this Act.

Часть 1 акта касалась условий и порядка объединения железнодорожных компаний. Составные части и дочерние компании четырех групп были указаны в первом приложении акта. Компании, которые не сформируют схему объединения к 1923 году, будут объединены в соответствии с условиями, установленными трибуналом.
Часть 2 касалась полномочий и регулирования деятельности железнодорожных компаний Комиссией по железным дорогам и каналам, часть 3 — железнодорожных тарифов, сборов и условий перевозки с полномочиями, предоставленными Трибуналу по железнодорожным тарифам, а часть 4 — заработной платы и условий труда работников.
Части 5 касалась легкорельсового транспорта. Часть 6 касалась общих положений, включая требование статистической и финансовой подотчётности железнодорожных компаний министру транспорта.
Третье чтение закона в палате общин состоялось 9 августа 1921 года. За принятие проголосовало 237 депутатов, против — 62. Закон прошел палату лордов, поправки которой были приняты палатой общин 19 августа 1921 года с последующим получением королевской санкции. Государственный контроль над железными дорогами, который начался в условиях войны, должен был продолжаться в соответствии с Актом о Министерстве транспорта 1919 года в течение следующих двух лет.
Акт вступил в силу 1 января 1923 года. В этот день произошло большинство слияний; некоторые состоялись в предыдущем году. В номере журнала Railway Magazine за февраль 1923 года новые компании были названы «большой четверкой новой железнодорожной эры». В неё вошли:
- Great Western Railway (GWR);
- London, Midland and Scottish Railway (LMS);
- London and North Eastern Railway (LNER);
- Southern Railway (SR).

## Независимые железнодорожные линии
Несколько железнодорожных линий, управляемых совместно, остались за пределами «большой четверки» и эксплуатировались на прежних условиях компаниями-преемницами. В число таких линий вошли:
- Midland and Great Northern Joint Railway (M&GN);
- общая линия London, Midland and Scottish Railway (LMS) и London and North Eastern Railway (LNER) в Восточной Англии (крупнейшая из общих железных дорог с точки зрения протяженности маршрута);
- Cheshire Lines Committee (CLC), общая линия LMS / LNER в Ланкашире и Чешире (крупнейшая с точки зрения пассажирских и грузовых перевозок[9]);
- Somerset and Dorset Joint Railway (S&amp;DJR), общая линия LMS и Southern Railway на юго-западе Англии.

Лондонские пригородные железнодорожные компании, такие как Лондонская подземная электрическая железная дорога и Metropolitan Railway, также не попали под действие акта. Их судьба решилась в Акте о пассажирском транспорте Лондона 1933 года, которым эти компании объединилясь с лондонскими автобусными и трамвайные маршрутами в Лондонский совет по пассажирскому транспорту.
Другими освобожденными от действия акта железными дорогами были легкие железные дороги, разрешенные в соответствии с Законом о легком транспорте 1896 года, и аналогичные линии, хотя некоторые из них всё же решили присоединиться к группам. Линии, оставшиеся независимыми, в основном находились под влиянием полковника Стивенса, который сыграл важную роль во внесении в закон необходимых исключений. 